# Tengeriuborkák
A tengeriuborkák (Holothuroidea) a tüskésbőrűek törzsének (Echinodermata) egyik osztálya. Testük megnyúlt, zsákszerű, oldalukon fekszenek a tenger aljzatán. Testméretük rendkívül változatos: egyes fajok hossza elérheti az 1 métert, legkisebb ismert fajuk, az Apodida rend Chiridotidae családjába sorolt Psammothuria ganapati viszont mindössze 4 mm-es. Szájnyílásuk és végbélnyílásuk a testük két végén található. Karjaik nincsenek, vázuk is gyakran hiányzik vagy apró vázelemekké redukálódott. Testfaluk erőteljes bőrizomtömlő, mely hosszanti és körkörös simaizmokból épül fel. A tüskésbőrűekre jellemző kőcsatorna nem a külvilágba, hanem testüregükbe nyílik, így ide nyílik madreporalemezük is. Hasoldalukon három, hátoldalukon két sorban helyezkednek el a vízedényrendszer ambulakrális lábacskái. Egyes fajoknál a lábacskák sugárirányban találhatók, sőt hiányozhatnak is. Táplálkozásuk folyamán az iszapot szűrik át, s abból vonják ki és emésztik meg a számukra hasznosítható szerves anyagokat (ún. detrituszfogyasztók) vagy a szájnyílásuk körüli tapogatóikkal gyűjtik ki a vízből a szerves hulladékot. Középbelük egy szakasza az erőteljes zúzógyomor. Az utóbél és az ivarmirigyek általában közösen nyílnak a külvilágba. A légzésük az ambulakrális lábacskákkal és az utóbélhez kapcsolódó kopoltyúhólyagokkal történik.
Különleges módokon képesek védekezni a ragadozók ellen. Egyesek végbele körül ún. Cuvier-csövek találhatók. Ezek veszély esetén kicsapódnak a végbélből, s ragadós fehér fonalakat bocsátanak ki, melytől a ragadozók elriadnak. Másoknál az egész bélcső kicsapódik és leszakad, így nem magát az állatot, hanem a bélcsövet fogyasztja el a ragadozó. A tengeriuborka a bélcsövét hamar és teljesen regenerálja. Egyes fajok méreganyagot (holothurin) termelnek.
Kevés kivételtől eltekintve váltivarú állatok. Néhány fajuk ivadékgondozó, melyek a hátukon vagy a testüregükben nevelik az utódaikat. A többség utódai szabadon fejlődnek. Jellegzetes lárvaalakjuk az auricula, mely hordó alakú diliolariává alakul. Jellegzetes lárvaalak még a vitellaria, mely kifejlődéséig nem táplálkozik. Egyes helyeken fogyasztják is.

## Megjelenésük a kultúrában
- A Holothuria genus könnyed nyelvezetű, mérsékelten tudományos bemutatása olvasható Móra Ferenc Monte-carlói típusok című elbeszélésében (megjelent a Túl a Palánkon című kötetben).
- A Cápali és Cápeti c. francia rajzfilmsorozatban a két címszereplő főhős kedvence a tengeri uborka malachússal töltve.

## Források

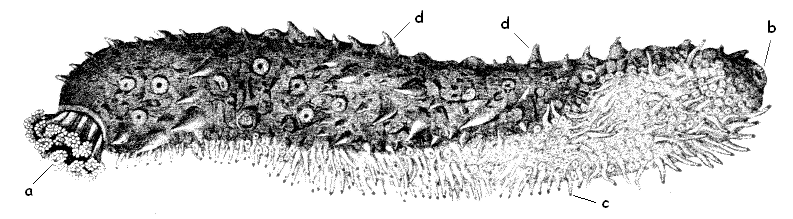
a – tapogatók; b – végbélnyílás; c – lábszerű nyúlványok; d – szemölcsök a háton

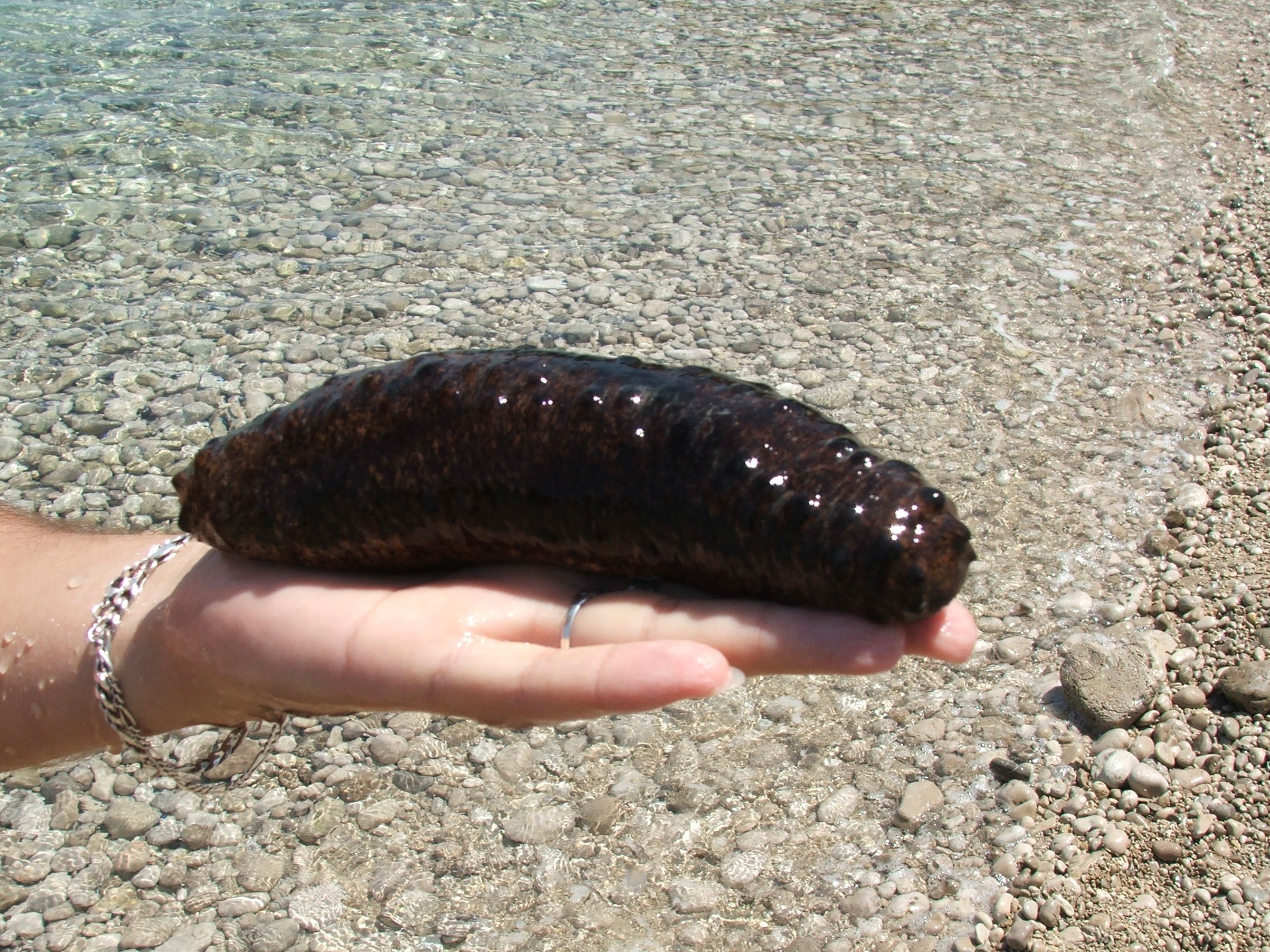
tengeriuborka